# Loucelles
Loucelles település Franciaországban, Calvados megyében. Lakosainak száma 204 fő (2022. január 1.). Loucelles Audrieu, Carcagny, Ducy-Sainte-Marguerite, Thue et Mue és Moulins-en-Bessin községekkel határos.

## Népesség
A település népességének változása:
| Lakosok száma | 116  | 123  | 113  | 179  | 184  | 184  | 183  | 186  | 186  | 204  |
|               | 1968 | 1982 | 1990 | 2006 | 2013 | 2015 | 2017 | 2019 | 2020 | 2022 |